# Unamichthys espinosai
Unamichthys espinosai è un pesce osseo estinto, appartenente agli ittiodectiformi. Visse nel Cretaceo inferiore (Albiano, circa 105 - 100 milioni di anni fa) e i suoi resti fossili sono stati ritrovati in Messico.

## Descrizione
Questo pesce, come molti ittiodectiformi, possedeva un corpo slanciato ma robusto, una testa corta fornita di grandi occhi e una bocca rivolta all'insù e dotata di denti acuminati. La pinna dorsale era in posizione molto arretrata e pressoché opposta alla pinna anale, mentre la pinna caudale era profondamente biforcuta. Rispetto ad altri ittiodectiformi ben noti, come Gillicus e Xiphactinus, Unamichthys aveva dimensioni contenute, e solitamente non superava la lunghezza di 40 centimetri. Unamichthys era caratterizzato da ossa parietali non fuse fra loro, e da una pinna caudale dotata di tre epurali e cinque uroneurali. Era inoltre presente un numero insolitamente alto di vertebre (si contano tra i 78 e gli 80 centri vertebrali), mentre la mascella e l'osso dentale nella mandibola erano forniti di aree dotate di un numero insolitamente alto di denti ravvicinati.

## Classificazione
Unamichthys è un tipico membro degli ittiodectiformi, un gruppo di pesci dal corpo slanciato dalle attitudini solitamente predatorie, tipici del Giurassico superiore e del Cretaceo. In particolare, sembra che Unamichthys fosse un membro del sottordine Ichthyodectoidei, comprendente le forme più derivate del gruppo; alcune caratteristiche arcaiche, tuttavia, lo porrebbero al di fuori del clade comprendente le famiglie più derivate come quella degli Ichthyodectidae. 
Unamichthys espinosai venne descritto per la prima volta nel 2004, sulla base di resti fossili molto ben conservati, rinvenuti nella zona di Tepexi de Rodriguez (Puebla, Messico centrale), nella formazione Tlayúa.